# Накамура, Исо
Исо Накамура (яп. 中村イソ; род. 23 апреля 1903, Исикава, Япония — 23 ноября 2017) — японская долгожительница. На момент смерти была четвёртым старейшим человеком Японии, а также седьмым старейшим живым человеком в мире.

## Биография
Исо Накамура родилась 23 апреля 1903 года в Исикава, Япония.
23 ноября 2017 года в возрасте 114 лет и 214 дней Исо Накамура умерла в Канадзаве, префектуры Исикава. На момент смерти Накамура была самым старым подтвержденным человеком, проживавшим в Исикава, четвёртым по возрасту в Японии и седьмым по возрасту в мире.
Входит в топ 100 старейших женщин мира всех времён.

## Рекорды долголетия
- 23 апреля 2017 года отпраздновала 114-летие
- По состоянию на 2018 год входила в топ 20 в списке старейших людей в истории Японии.
- С 2017 года по 22 марта 2024 года входила в число 100 старейших людей в истории.